# Gare de Thoune
La gare de Thoune (en allemand, Bahnhof Thun), est une gare ferroviaire de Suisse, située dans la ville bernoise de Thoune.

## Situation ferroviaire
La gare est située à l'origine de la Thunerseebahn (ligne de Thoune à Interlaken).

Elle est située au point kilométrique (PK) 137,02 de la ligne de Berne à Thoune via Münsingen.

## Service des voyageurs

### Desserte
| Origine    | Arrêt précédent | Train | Train | Train | Arrêt suivant | Destination    |
| ---------- | --------------- | ----- | ----- | ----- | ------------- | -------------- |
| Berlin Est | Berne           |       | ICE   |       | Spiez         | Interlaken-Est |